# Кармаркар, Даттарая Парасурам
Даттарая Парашурам Кармаркар (маратхи दत्तात्रय परशुराम करमरकर, англ. Dattatraya Parashuram Karmarkar; 20 июля 1902, Мантур, Дхарвад, Британская Индия — 20 июня 1991, Хубли-Дхарвад, штат Карнатака, Индия) — индийский государственный деятель, министр здравоохранения Индии (1957—1962).

## Биография
Получал юридическое образование в колледжах Карнатак в Дхарваре и Декан в Пуне, получил степень бакалавра права. В 1924 г. с золотой медалью Бхагванлала окончил Бомбейский университет с присуждением степени магистра искусств. После окончания учёбы начал работать юристом. Кроме того, в 1926 г. он вошёл в состав консультативного совета Карнатакского колледжа, в 1928 г. — в состав Общества исторических исследований, в 1938 г. — антикоррупционного комитета округа Дхарвар, в 1939 г. стал членом исследовательского комитета по изучению языка каннада.
Являлся одним из основателей юридического колледжа в Белгауме в 1939 г., в 1940 г. был избран председателем провинциального Комитет Конгресса Прадеша Индийского национального конгресса (ИНК) в Карнатаке. Был активным членом Комиссии по историческим произведениям (с 1941 г.). С 1945 по 1947 г. входил в состав Центрального законодательного собрания Британской Индии.
После обретения Индией независимости (1947) входил в состав многочисленных делегаций на международных конференциях: Международной конференции по торговле, проходившей в Женеве (1947) и Гаване (1947—1948), Комиссии по экономике и занятости, Нью-Йорк (1948) и Четвёртой сессии Генеральной ассамблеи ООН (1949).
Затем перешёл на государственную службу. В 1950—1952 гг. — заместитель министра торговли и промышленности. На этом посту представлял Индию на конференциях Экономической и социальной комиссия для Азии и Тихого океана в Лахоре (1951) и в Рангуне (1952). С 1951 по 1952 г. входил в состав временного парламента, а в 1951 г. был избран в первый созыв Лок сабхи.
В 1952—1957 гг. — государственный министр (заместитель министра) торговли, в 1957—1962 гг. — министр здравоохранения Индии.
В 1962—1968 гг. — член Раджья сабхи, верхней палаты индийского парламента. С 1964 по 1966 г. являлся председателем так называемого комитета палаты (House Committee), в который входят председатели комитетов Раджья сабха.
Был автором биографии Бала Гангадхара Тилака, вышедшей в 1956 г.

## Семья
В 1936 г. женился на Шантабай, в браке родились двое сыновей и три дочери.